# Eduardo Leite

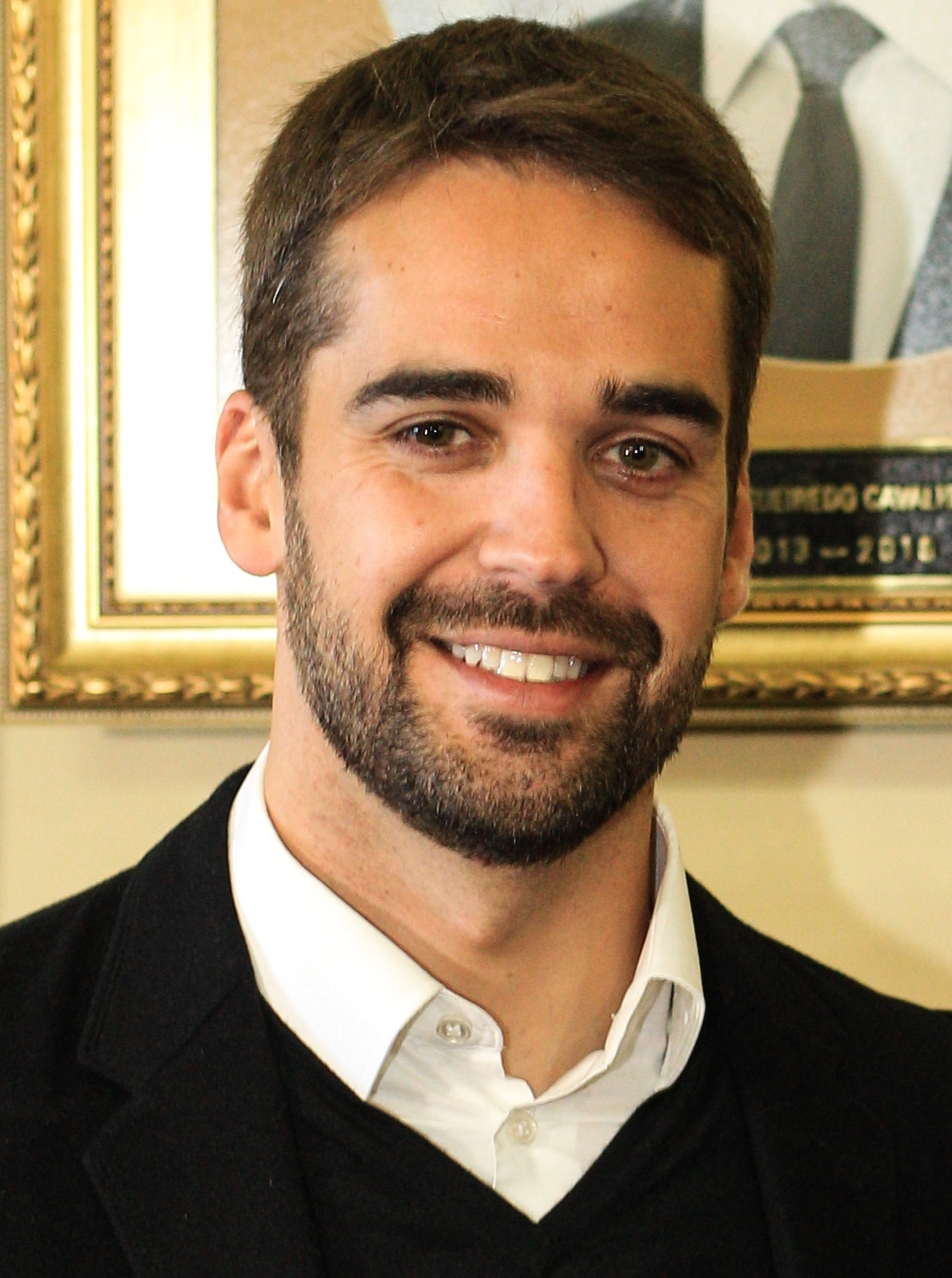
Der Gouverneur von Rio Grande do Sul, Eduardo Leite (2017)

Eduardo Figueiredo Cavalheiro Leite (* 10. März 1985 in Pelotas, Bundesstaat Rio Grande do Sul) ist ein brasilianischer Politiker (PSDB)
Er ist der erste offen homosexuelle Gouverneur in der Geschichte des Landes. Seit 2019 Gouverneur des Bundesstaates Rio Grande do Sul, möchte er gegen Jair Bolsonaro als Präsidentschaftskandidat 2022 antreten. Auch ist er einer der jüngsten amtierenden Gouverneure Brasiliens.

## Leben und Wirken
Leite studierte Rechtswissenschaften an der Universidade Federal de Pelotas, Kommunal- und Politikwissenschaften an der Columbia University in New York und machte seinen Master an der Fundação Getúlio Vargas in São Paulo.
Seit seinem 19. Lebensjahr ist er politisch aktiv und kandidierte zunächst 2004 für das Stadtparlament seiner Heimatstadt, in das er auch gewählt wurde. 2008 wurde er Stadtrat (Vereador) in Pelotas, was er bis 2013 blieb. Dann erfolgte das Amt des Leiters der Bürgermeisterei der Stadt von 2011 bis 2013.
2013 wurde er zum Präfekten (Bürgermeister) von Pelotas, das zu dem Zeitpunkt bereits über 330.000 Einwohner zählte, gewählt, dieses Amt hatte er bis 2016 inne. In seiner Amtszeit machte er die Stadt schuldenfrei und förderte die Sektoren von Infrastruktur, Gesundheit und Bildung.
Im Januar 2019 wurde er zum Gouverneur des Bundesstaates Rio Grande do Sul gewählt und setzte neue Akzente. Er ist einer der jüngsten amtierenden Gouverneure Brasiliens und anders als Präfekt fährt er einen neoliberalen Kurs der Privatisierungen von staatseigenen Betrieben des Bundesstaates, um mit allen Mitteln die Schulden des Bundesstaates zu tilgen. Gleichzeitig bekämpft er mit starken Mitteln die Coronapandemie in seinem Bundesstaat, so fördert und fordert er die flächendeckende Impfung der Bevölkerung.

## Outing
2021 bekannte er sich in einem Interview mit dem Fernsehsender TV Globo öffentlich zu seiner Homosexualität. Er ist damit der erste offen homosexuelle Gouverneur in der Geschichte Brasiliens und einer von wenigen offenen homosexuellen Spitzenpolitikern des Landes.

## Präsidentschaftskandidatur
2018 unterstützte er im 2. Wahlgang noch Jair Bolsonaro, bei den Präsidentschaftswahlen 2022 war dies nicht der Fall.
Das amerikanische Magazin American Philosophical Quarterly nannte ihn einen der fünf wichtigsten Politiker Lateinamerikas unter 40 Jahren in den 2020er Jahren.